# Kortjärvi
Kortjärvi är en by i Terjärv (fi:Teerijärvi) en tätort och kommundel i Kronoby kommun, Österbotten, Finland.
Invånarantalet är ca 130 personer, varav 85 % är svenskspråkiga och 15 %  finskspråkiga. Byns huvudnäringar är jord- och skogsbruk, päls- och växthusnäringar samt snickeri- och metallbranschen.
Närbelägna byar är Djupsjöbacka, Högnabba och Småbönders.  Byn gränsar också till finska Kaustby.
År 2001 utsågs Kortjärvi till Årets by i Österbotten.